# Peter Cersowsky
Peter Cersowsky (* 2. Februar 1952 in Würzburg) ist ein deutscher Germanist.

## Leben
Nach der Promotion bei Hans-Jürgen Schings (Phantastische Literatur im ersten Viertel des 20. Jahrhunderts. Untersuchungen zum Strukturwandel des Genres, seinen geistesgeschichtlichen Voraussetzungen und zur Tradition der „schwarzen Romantik“ insbesondere bei Gustav Meyrink, Alfred Kubin und Franz Kafka) zum Dr. phil. an der Julius-Maximilians-Universität Würzburg 1981 und Habilitation ebenda (Magie und Dichtung. Zur deutschen und englischen Literatur des 17. Jahrhunderts) 1989 wurde er dort Professor für neuere deutsche Literaturgeschichte.

## Schriften (Auswahl)
- Phantastische Literatur im ersten Viertel des 20. Jahrhunderts. Untersuchungen zum Strukturwandel des Genres, seinen geistesgeschichtlichen Voraussetzungen und zur Tradition der „schwarzen Romantik“ insbesondere bei Gustav Meyrink, Alfred Kubin und Franz Kafka. München 1983, ISBN 3-7705-2133-1.
- „Mein ganzes Wesen ist auf Literatur gerichtet“. Franz Kafka im Kontext der literarischen Dekadenz. Würzburg 1983, ISBN 3-88479-132-X.
- Magie und Dichtung. Zur deutschen und englischen Literatur des 17. Jahrhunderts. München 1990, ISBN 3-7705-1532-3.
- Johann Nestroy oder nix als philosophische Mussenzen. Eine Einführung. München 1992, ISBN 3-8252-1689-6.
- mit Hannes Schwenger und Hans Steidle: Neue Beiträge zu Leonhard Frank. Würzburg 2003, ISBN 3-932404-13-0.